# Proactenis
Proactenis là một chi bướm đêm thuộc phân họ Tortricinae của họ Tortricidae.

## Các loài
- Proactenis leucocharis (Meyrick, 1933)
- Proactenis sisir Diakonoff, 1941
- Proactenis tricomma Diakonoff, 1941
- Proactenis uniata Diakonoff, 1960